# Minden (Rin del Nord-Westfàlia)
Minden és una gran ciutat al nord-est de l'estat de Renània del Nord-Westfàlia i seu administrativa del districte de Minden-Lübbecke de Westfàlia oriental a la regió administrativa de Detmold.El 2023 comptava amb 83.991 habitants i és la quarta ciutat més gran de la regió de Westfàlia Oriental-Lippe.
Minden es va fundar cap a l'any 800 i més endavant va ser ser la seu de la diòcesi de Minden i del bisbat de Minden fins a la Pau de Westfàlia. Durant l'època prusiana, Minden va ser la seu administrativa del Principat de Minden i des de 1719, de Minden-Ravensberg. El 1816, Minden va ser la capital administrativa del districte de Minden. Actualment, la ciutat és coneguda per la cruïlla del canal Mittelland i el riu Weser. La ciutat acull nombrosos edificis d'arquitectura renaixentista importants com la catedral de Minden.
Minden és una ciutat important i un centre econòmic, de serveis i de negocis a la regió en una àrea funcional que connecta un entorn amb 450.000 habitants. Ben comunicada a la vora de l'autopista de tres carrils A2 i del ferrocarril Colònia-Berlín amb una estació ferroviària que centralitza diverses línies i que, a més a més, gaudeix de bona connexió fluvial.

## Geografia
Minden es troba a 40 km al nord-est de Bielefeld, 55 km a l'oest de Hannover, 100 km al sud de Bremen i 60 km a l'est d'Osnabrück i és el centre històric i polític del Mindener Land. La ciutat s'estén fins a la carena de les muntanyes de Wiehen. El centre de la ciutat es troba a uns cinc quilòmetres al nord sobre la riba occidental del Weser, que fa partió de les dues àrees naturals de la vall mitjana del Weser i el Lübbecker Loessland.
El canal Mittelland travessa la ciutat d'est a oest i fins a la cruïlla. A l'extrem sud del centre de la ciutat, el petit riu Bastau desemboca al Weser des de l'oest. El punt més baix es troba al districte de Leteln a 40.3 m i el punt més alt amb 271,7 m sobre el nivell del mar al cim del Häverstädter Berg. L'altitud de la ciutat és de 42,2  m  a la vora de l'ajuntament de Minden. La ciutat ha estat afectada repetidament per inundacions.

## Història
L'any 798 apareix la primera menció de Minden en documents de l'Imperi Franc i el 800, Carlemany funda la diòcesi de Minden. El 977, El kaiser Otto II, atorga al bisbe Milo de Minden els drets de cobrar impostos, l'encuny de moneda i l'establiment d'un mercat. Cap al 1230 els ciutadans de Minden inicien el comerç sense dependre del bisbat ni del comptat.
El 1530 el consell de la ciutat decreta una ordre de l'Església Protestant.
El 1552 la ciutat rep els drets de navegació al riu Wesser de mans de Carles V.
El 1627 Ferran II atorga a la ciutat els drets d'emmagatzematge de gra i fusta que es transporten pel Weser on els productes i mercaderies s'han de posar en llotja i oferir en venda.
El 1634 a la Guerra dels 30 Anys, tropes sueques ocuparen Minden i hi romangueren fins al 1650. El 1648, amb la pau de Westfàlia, el capítol de la ciutat i la catedral s'atorguen a Brandenburg.
El 1723 la ciutat es converteix en un centre administratiu de Prússia de les províncies de Minden, Ravensberg, Tecklenburg i Lingen.
A la batalla de Minden (1759), el duc Ferran de Brunswick, comandant un exèrcit de coalició, venç sobre les tropes franceses i saxones. Més tard, el 1806, la ciutat és ocupada per les tropes franceses, unificada al Regne de Westfàlia i annexada a l'Imperi Francès des de l'any 1810, fins que el 1813, Minden és ocupada i fortificada novament pels prussians, que la refan com a centre administratiu el 1816.
El 1847 s'obre el transit ferroviari entre Colonia i Minden i el 1873 s'enderroquen les antigues fortificacions. Entre 1915 i 1916 el canal Mittelland i el riu Weser queden connectats al sistema de navegació fluvial Alenany.
L'any 1938, durant un pogrom nocturn, es destrueix la sinagoga de la ciutat. Entre 1943 i 1945, durant la Segona Guerra Mundial, van quedar destruïdes bona part de la catedral i l'ajuntament, a més a més del núcli històric de la ciutat, per causa dels bombargeigs aèris.
El 1947 l'administració del districte va passar de Minden a Detmold i, amb la reforma municipal, ajuntant 13 districtes i 4 comunitats, la població augmentà de 54.000 a 85.000.

## Població

Minden. Subdivions administratives

| barris             | habitants (2020) |
| ------------------ | ---------------- |
| Bärenkämpen        | 7.102            |
| Bölhorst           | 918              |
| Dankersen          | 5.077            |
| Dützen             | 3.723            |
| Haddenhausen       | 1.539            |
| Hahlen             | 3.850            |
| Häverstädt         | 3.484            |
| Innenstadt         | 10.865           |
| Königstor          | 8.822            |
| Kutenhausen        | 1.829            |
| Leteln-Aminghausen | 3.120            |
| Meißen             | 3.334            |
| Minderheide        | 4.121            |
| Nordstadt          | 7.165            |
| Päpinghausen       | 381              |
| Rechtes Weserufer  | 4.872            |
| Rodenbeck          | 9.000            |
| Stemmer            | 1.680            |
| Todtenhausen       | 3.297            |
| Minden (total)     | 84.188           |